# كينغدون قاولد جونيور
كينغدون قاولد جونيور (بالإنجليزية: Kingdon Gould, Jr.)‏ هو دبلوماسي أمريكي، ولد في 3 يناير 1924 في نيويورك في الولايات المتحدة، وتوفي في 16 يناير 2018 في نورث لوريل في الولايات المتحدة.

## وصلات خارجية
- كينغدون قاولد جونيور على موقع إن إن دي بي (الإنجليزية)